# Johannes Blömer
Johannes Blömer (* 1964) ist ein deutscher Mathematiker und Informatiker. Er lehrt derzeit an der Universität Paderborn. Er beschäftigt sich mit Kodierungstheorie und Kryptografie.
Er studierte Mathematik, Philosophie und Geschichte an der Freien Universität Berlin und promovierte dort 1993, der Titel seiner Dissertation lautete Simplifying expressions involving radicals. Im Anschluss war er am International Computer Science Institute in Berkeley sowie an der ETH Zürich tätig.
1997/1998 hatte er eine Lehrstuhlvertretung an der Goethe-Universität Frankfurt inne. 2000 nahm er den Ruf an die Universität Paderborn an. 2009 lehnte er einen Ruf an die Universität Stuttgart ab.
Seit dem 1. April 2018 ist Blömer Vizepräsident für Forschung und wissenschaftlichen Nachwuchs an der Universität Paderborn. Die Amtszeit beträgt sechs Jahre. 
Blömer ist in Paderborn Mitglied im Paderborn Institute for Scientific Computation (PaSCo), dessen Graduiertenkolleg, im Paderborn Institute for Advanced Studies in Computer Science and Engineering (PACE) und im Paderborner Institut für Industriemathematik (IFIM).
Er ist zudem in der Gesellschaft für Informatik und in der Association for Computing Machinery. Er ist als wissenschaftlicher Gutachter tätig, zum Beispiel für die Deutsche Forschungsgemeinschaft, die National Science Foundation und den Schweizer Nationalfonds zur Förderung der Wissenschaften.
Blömer ist Träger des Weierstraß-Preises 2003 für ausgezeichnete Lehre der Fakultät für Elektrotechnik, Informatik und Mathematik der Universität Paderborn.